# قطعنامه ۳۵۰ شورای امنیت
قطعنامه ۳۵۰ شورای امنیت سازمان ملل متحد که در تاریخ ۳۱ مه ۱۹۷۴ تصویب شد، سندی بین‌المللی دربارهٔ اسرائیل-جمهوری عربی سوریه است. این قطعنامه طی نشست ۱٬۷۷۴ام با ۱۳ موافق، ۰ مخالف و ۰ ممتنع تصویب شد.